# Бока Хуниорс де Кали
Бока Хуниорс де Кали (на испански: Boca Juniors de Cali) е колумбийски футболен отбор от Кали, департамент Вале дел Каука. Създаден е на 25 септември 1937 г. и в периода 1949 – 1957 г. играе в професионалната Категория Примера А, като е един от водещите отбори и има две втори места в първенството, както и две спечелени Купи на Колумбия. Кръстен е и носи цветовете на аржентинския Бока Хуниорс. След това тимът е разформирован, но от 1987 г. е възстановен като футболна академия с юношески тимове в най-високите дивизии на местните първенства, както и с един аматьорски отбор, който играе в първенството на департамента Виле дел Каука.

## История
Бока Хуниорс де Кали се включва в професионалното първенство на Колумбия от втория му сезон по времето на златната ера в колумбийския футбол. И той, подобно на другите отбори, успява да привлече множество класни футболисти от съседните държави. Те допринасят за двете втори места през 1951 и 1952 г. когато тимът финишира зад друг отбор от Кали – Мийонариос. През същите години отборът печели и Купата на Колумбия с победи на финала над Индепендиенте Санта Фе и Мийонариос, а през 1953 г. губи финала от Мийонариос. През 1957 г. финансови проблеми принуждават отбора да напусне професионалния футбол. През 1987 г. Ернандо Анхел, настоящ собственик на отборите Университарио Попаян и Депортес Киндио, възстановява отбора под формата на футболна школа с централа в кали и филиали в Палмира, Буенавентура и Пуерто Техада. Освен на нево юношески футбол, отборът участва и в аматьорското първенство на Вале дел Каука.

## Известни бивши играчи
- Анхел Берни
- Атилио Лопес
- Джовани Ернандес
- Едиксон Переа
- Жоао Родригес
- Порфирио Ролон
- Роберто Роландо
- Уго Родалега
- Франки Овиедо

## Успехи
- Категория Примера А:
  - Вицешампион (2): 1951, 1952
  - Трето място (1): 1953
- Купа на Колумбия:
  - Носител (2): 1951, 1952
  - Финалист (1): 1953
- Аматьорско първенство на департамент Вале дел Каука:
  - Шампион (1): 1938